# کلم بکت
کلم بکت (۱۹۰۶–۱۹۳۷ میلادی) یک کمونیست، رهبر اتحادیه صنفی، قهرمان مسابقات موتورسیکلت سواری در جاده خاکی و یکی از پیشگامان در ورزش مسابقه موتورسیکلت در جاده خاکی اهل انگلستان بود. وی برنده جایزه کلاه طلایی در ورزشگاه اولیرتون بوده و برای هنرنمایی‌های که در مسابقات موتورسیکلت سواری خود انجام می‌داد، در سراسر اروپا مشهور بود. در واکنش به مرگ تعداد بیشماری از مسابقه دهندگان جوان در مسابقات موتورسیکلت سواری در جاده خاکی، بکت انجمن رانندگان جاده خاکی که یک اتحادیه صنفی بود را تأسیس نمود تا به مسابقه دهندگان غذا و نوشیدنی فراهم کند. در ۱۹۳۶ میلادی، وی یکی از نخستین داوطلبان انگلیسی بود که در جریان جنگ داخلی اسپانیا، به تیپ‌های بین‌المللی پیوست. وی به عمر ۳۱ سالگی، زمانی که سلاح مسلسل را نگه می‌داشت کشته شد، او زندگی خود را در جنگ جارما قربانی نموده و سایر داوطلبان بریتانیایی را پوشش داد تا آن‌ها بتوانند عقب‌نشینی کنند.

## دوران کودکی
کلم بکت در سال ۱۹۰۶ میلادی در اولدهام، انگلستان متولد شد، وی در یک خانواده متوسط کارگر بزرگ شده و پس از ترک مدرسه، آهن‌گر شد. زمانی که او حدوداً ۲۰ سال داشت، به لیگ جوانان کمونیست (YCL) که شاخه جوانان حزب کمونیست بریتانیای کبیر (CPGB) بود ملحق شد، او به یک عضو همیشگی هر دو سازمان مبدل گردیده و زندگی خود را در اوقات فارغ از ورزش به فعالیت‌های حزب کمونیست وقف کرد.

## حرفه ورزشی
حرفه موتورسیکلت سواری وی در ۱۹۲۸ میلادی در اودنشاو، زمانی که مسابقه موتورسیکلت سواری در مراحل اولیه خود قرار داشت، آغاز شد. وی به دلیل مهارت‌های منحصر به فردی که به عنوان راننده موتورسیکلت در نمایش‌های دیوار مرگ داشت، از بی‌کاری نجات یافت. وی به زودی به‌نام «بکت، شیطانِ با جرأت» مشهور گردیده و به عنوان مسابقه دهنده موتورسیکلت سواری برای تیم وایت سیتی مقیم لندن کار می‌کرد. پس از این‌که یک سال از پذیرفته شدن وی در مسابقه موتورسیکلت سواری سپری شده بود، وی به یکی از مسابقه دهندگان پیشتاز بریتانیا مبدل گردید. شهرت وی به سرعت در سراسر اروپا پخش شد و تنها در سال ۱۹۲۹، وی در رویدادهای مسابقاتی نمایشی در کشورهای آلمان، یوگسلاوی، ترکیه، دنمارک و فرانسه اجراء کرد. در ۳۰ مارس ۱۹۲۹، بکت و دو ستاره دیگر، جیمی هندل و اسپینسر «اسموکی» استراتون، نخستین مسیر مسابقه موتورسیکلت سواری شفیلد را باز کردند. این سه ستاره، پس اندازه‌های خود را در خریداری زمینِ علف‌زار در اولیرتون هزینه نموده و تحت نام پرونشیل درت-تراک لمتد (Provincial Dirt-Tracks Ltd) فعالیت می‌کردند که امروزه به نام ورزشگاه اولیرتون معروف است.
بکت که از استثمار کارگران ورزش‌های مسابقاتی و مرگ‌های بیشمار رانندگان بی‌تجربه جوان خشمگین شده بود، از این‌رو وی یک اتحادیه صنفی را تحت نام انجمن رانندگان جاده خاکی برای مسابقه دهندگان موتورسیکلت سواری بنیان گذاشت. برای اعتراض بیشتر نسبت به مرگ رانندگان ورزشی، او مقاله‌ای برای روزنامه کمونیست بریتانیایی، دیلی ورکر تحت عنوان «ریختن خون مردانی که جان‌های خود را در جاده خاکی به خطر می‌اندازند»، نوشت. این مقاله باعث شد تا او از جانب اتحادیه اوتو-سایکلنگ (Auto-Cycling Union)که از طرف‌داران این ورزش نمایندگی می‌کرد، در فهرست‌سیاه این ورزش قرار داده شود. او که از گذاشته شدن در فهرست سیاهِ بسیاری از وظایف ورزش موتورسیکلت سواری هراسی نداشت، دیوار مرگ شفیلد راه اندازی نموده و به عنوان یک راننده نمایشی کار کرد.

«زمانی که مسابقه موتورسیکلت سواری جاده خاکی برای نخستین بار در کشور معرفی گردید، بیشتر مالکان ورزشگاه سگ تازی به‌خاطر محبوبیت این ورزش به آن ملحق شدند. کودکان جوان قناعت داده شدند تا بدون این‌که تجربه‌ای داشته باشند به مسابقه بپردازند و بسیاری‌ها کشته یا شدیداً مجروح شدند. کلم بکت… نقش بزرگی در ایجاد یک اتحادیهٔ صنفی برای رانندگان ایفا نمود که این استثمار مرگ‌بار را متوقف کرد»

دیوید هالام، 
در ۱۹۳۱ میلادی او به سفر اروپا و از جمله آلمان رفت، جای که وی شاهد ظهور جنبش فاشیست آلمان بود. در ۱۹۳۲ میلادی، وی به عنوان بخشی از نماینده فدراسیون ورزشی کارگران بریتانیایی از اتحاد جماهیر شوروی دیدن کرد. با این حال، علی‌رغم تلاش‌های بکت برای ترویج ورزش موتورسیکلت سواری به شوروی‌ها، این ورزش در اتحاد جماهیر شوروی تا پس از جنگ جهانی دوم، پیشرفت چندانی نداشت.
پس از بازگشت از اتحاد جماهیر شوروی، بکت به‌خاطر این‌که در فهرست‌سیاه قرار داده شده بود، در یافتن شغل به مشکلاتی مواجه شده و برای کار در کارخانه فورد در دگنهام درخواست داد، به این امید که بتواند مهارت‌های خود به عنوان یک تعمیر کار را به کار گیرد. با وجود این‌که وی یک تعمیرکار ماهر بود، اما تنها دو هفته در این کار خانه دوام آورد، چون وی یکی از نخستین کارگرانی بود که تلاش نمود تا کارگران این کارخانه را تحت یک اتحادیه صنفی متحد نموده و شرایط کاری خطیر در این کارخانه را همگانی نماید.
در ۱۹۳۲ میلادی، بکت در تعدی جمعی کیندر اسکاوت شرکت کرد، آنچه که امروزه به‌نام پارک ملی پیک دیستریکت یاد می‌شود.
در تلاشی دیگر برای استفاده حرفه‌ای از مهارت خود به عنوان تعمیر کار، وی مغازه تعمیر و فروش موتورسیکلت خود را در جاده اورهام، منچستر باز کرد.

## جنگ داخلی اسپانیا و مرگ
به عنوان کسی که در طول عمر خود به عنوان یک فعال کمونیست عمل کرده، طرف‌دار اتحادیه صنفی بوده و قبلاً با ظهور نازی‌گرایی در آلمان، فاشیسم را تجربه نموده بود، کلم بکت در جریان جنگ داخلی اسپانیا با جمهوری دوم اسپانیا در مقابل ملی‌گراهای تحت حمایت فاشیست‌ها، هم‌سو شد. از میان تقریباً ۲٬۵۰۰ داوطلب انگلیسی که در جریان جنگ داخلی اسپانیا جهت جنگیدن برای جمهوری دوم اسپانیا رفته بودند، بیشتر آن‌ها توسط حزب کمونیست بریتانیای کبیر استخدام شدند، همان حزبی که بکت در تمام زندگی جوانی خود از آن حمایت می‌کرد. کلم بکت یکی از داوطلبان بریتانیایی بود که در جریان جنگ داخلی اسپانیا برای تیپ‌های بین‌المللی مبارزه می‌کرد، وی بریتانیا را ترک کرد تا در نوامبر ۱۹۳۶ به تیپ‌های بین‌المللی بپیوندد. پس از رسیدن وی به اسپانیا، نخست به عنوان تعمیرکار، سپس به عنوان راننده آمبولانس و در نهایت تفنگ‌دار مسلسل گماشته شد. کلم بکت که به خانم خود در انگلستان نامه می‌نوشت، انگیزه‌های خود مبنی بر رزمیدن برای تیپ‌های بین‌المللی را بیان کرد:
«من مطمئنم، تو درک خواهی کرد که اگر من در این‌جا کمک نمی‌کردم، هرگز راضی نمی‌شدم. تنها نفرت من از فاشیسم، من را به این‌جا کشاند».
کلم بکت در ۱۲ فوریه ۱۹۳۷، هنگامی که در جریان جنگ جارما سایر داوطلبان بریتانیایی را در نزدیکی تیپ آرگاندا پوشش می‌داد تا عقب‌نشینی نمایند، کشته شد. وی یکی از ۱۵۰ عضو گردان بریتانیایی تیپ بین‌المللی بود که در جریان این جنگ در نزدیکی دریای جارما، جنوب شرق مادرید، کشته شدند. در جریان این جنگ، بکت و دوست نزدیک و کمونیست وی به‌نام کریستوفر کادویل، کنترل یک مسلسل سبک ارابه‌دار را در دست گرفته و در مکانی موقعیت گرفتند که بعدها مشهور به «تپه خودکشی» شد. مسلسل بکت بند آورد و در نتیجه نیروهای ملی‌گرا به موقعیت وی یورش برده و وی و بیشتر هم قطارانش کشته شدند.